# عقاب سرخ
عقاب سرخ (اسپانیایی: Águila Roja‎) سریالی اسپانیایی است که توسط شبکه La1 در سال‌های ۲۰۰۹ و ۲۰۱۶ ساخته و پخش شد و به یکی از موفق‌ترین سریال‌های اسپانیا تبدیل گردید.

## بازیگران
| بازیگر               | نقش                |
| -------------------- | ------------------ |
| David Janer          | گونزالو / عقاب سرخ |
| خاویر گوتیه‌رس آلبارس | ساتور نوگارسیا     |
| اینما کوئستا         | مارگاریتا          |
| Miryam Gallego       | لوکریسیا           |
| Francis Lorenzo      | هرنان              |
| الیسا مولیا          | ایرنه              |